# Yspwys Mwyntyrch
Yspwys Mwyntyrch (fl. VI secolo) è stato un re del regno di Calchfynedd, vissuto presumibilmente nel VI secolo.